# Idioma fenicio
El fenicio (en fenicio 𐤃𐤁𐤓𐤉𐤌 𐤊𐤍𐤏𐤍𐤉𐤌, dabarīm kanaʿnīm o 𐤃𐤁𐤓𐤉𐤌 𐤐𐤍𐤉𐤌, dabarīm pōnīm) fue una lengua semítica del subgrupo cananeo (semítico noroccidental), hablada en Fenicia (en fenicio 𐤊𐤍𐤏𐤍 kanaʿan o 𐤐𐤕 Pūt), en el territorio de los actuales Líbano y Siria al menos desde la segunda mitad del II milenio a. C. La colonización fenicia lo llevó también a Chipre, Sicilia, Cerdeña, Baleares, África noroccidental y el sur de la península ibérica. En oriente, el fenicio resistió la expansión del arameo en Palestina más que ninguna otra lengua de la región debido a su amplio uso en el comercio con las colonias de Cartago. Lingüísticamente es una lengua muy cercana al hebreo antiguo y amorreo, probablemente existía un buen grado de inteligibilidad entre esas lenguas. De hecho el alfabeto hebreo consta precisamente de los mismos 22 grafemas consonánticos que fueron tomados directamente del alfabeto fenicio. Frecuentemente se reserva el término púnico para designar a las variedades de fenicio occidentales del siglo IV a. C. al final del período.
El fenicio solo se conoce actualmente por una serie de inscripciones breves y uniformes de carácter oficial y religioso, y glosas ocasionales de libros escritos en otros idiomas. Autores romanos, como Salustio, aluden a ciertos libros escritos en púnico, pero ninguno ha llegado a nuestros días a excepción de algunas traducciones (v. g. el Tratado de Magón) o en fragmentos (v. g. en obras de Plauto). Los Cippi de Melqart, descubiertos en Malta en 1694, estaban escritos en dos idiomas, griego antiguo y púnico. Este hecho permitió al erudito francés Abbé Barthelemy descifrar y reconstruir el alfabeto cartaginés. A su vez, en 1964 se halló un tratado comercial realizado entre los etruscos y un grupo de fenicios, que permitió descifrar más el etrusco.

## Aspectos históricos, sociales y culturales

### Etimología
El nombre étnico que se daban los fenicios a sí mismos era 𐤊𐤍𐤏𐤍𐤉 (kenaʿani, «canaaneos») o 𐤁𐤍 𐤊𐤍𐤏𐤍 (bin kenaʿan, «hijos de Canaán») y coincide con el pueblo cananeo citado en la Biblia. Como sinónimo, usaban también el etnónimo 𐤐𐤍𐤉𐤌 (pōnīm). Este deriva del topónimo 𐤐𐤕 (Pūt), que se aplicaba a la franja costera de Canaán, es decir, Fenicia. De aquí derivan las formas 𐤃𐤁𐤓𐤉𐤌 𐤊𐤍𐤏𐤍𐤉𐤌 (dabarīm kanaʿnīm) y 𐤃𐤁𐤓𐤉𐤌 𐤐𐤍𐤉𐤌 (dabarīm pōnīm), literalmente «palabras fenicias». Los griegos los llamaron Φοίνικες (phoínikes, «rojos, púrpuras»), muy probablemente por los apreciados tintes de color púrpura con que comerciaban. De pōnīm derivarían también las formas latinas poenus y punicus.

### Historia

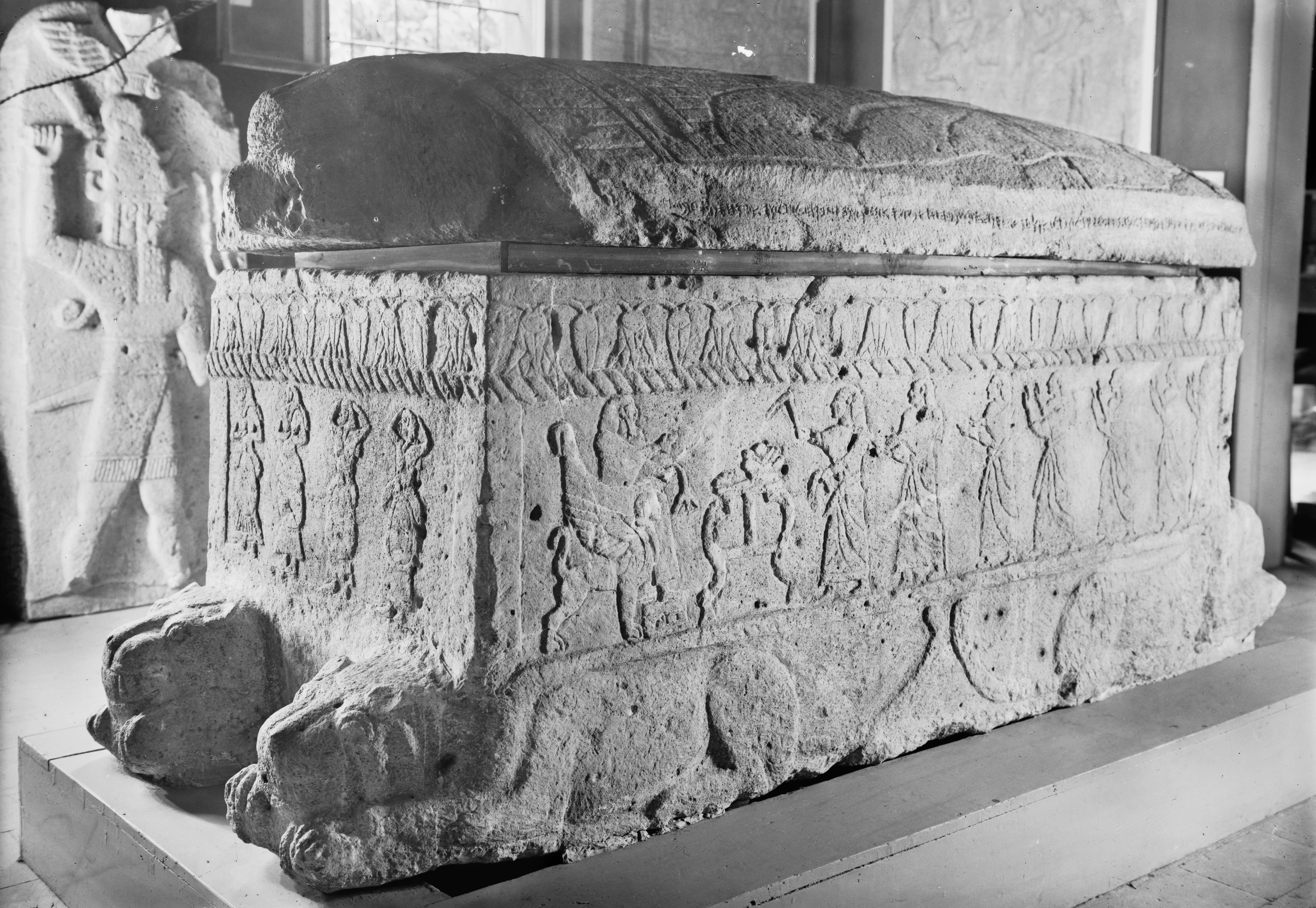
En el sarcófago del rey Ahiram de Biblos, de alrededor del, se halló la inscripción más antigua hecha con caracteres fenicios.

El fenicio (kanaʿnīm o pōnīm) está testimoniado más o menos desde el siglo XI a. C., y no se dejó de hablar totalmente antes del siglo VI d. C.. Ya en la antigua Historia de Unamón (1090-1064) se menciona cómo un capitán de barco podía leer fenicio (Historia de Wenamun II: 9-11). Originalmente el dialecto de una pequeña región de Canaán, Pūt (la franja costera alrededor de Tiro y Sidón), hacia el siglo X a. C. emergió como una lengua de prestigio debido a la hegemonía comercial y política de Tiro y Sidón. Desde aquí, el fenicio llegó a finales del segundo milenio a Cerdeña y a principios del primer milenio a Chipre, donde aparecieron numerosos reinos fenicios de pequeño tamaño, destacando entre ellos la ciudad-estado de Kition. Entre los siglos IX a. C. y VIII a. C., el fenicio llegó a convertirse en la lingua franca de Oriente Próximo. Sin embargo, la presencia fue mayor y más duradera hacia occidente, extendiéndose hasta Marruecos y el suroeste de la península ibérica. Con el auge de Cartago en el siglo V a. C., el fenicio se convirtió en una lengua de prestigio en el Mediterráneo, compitiendo con el latín y el griego. Se sabe que durante esta época se tradujeron obras de la literatura griega al fenicio, aunque apenas han quedado fragmentos de estas. De la literatura fenicia en sí no ha quedado más que una serie de inscripciones y monedas, fragmentos de la Historia de Sanjuniatón, la traducción al griego del viaje de Hannón el Navegante y el texto del Poenulus de Plauto.
Como toda lengua difundida por un territorio extenso, el fenicio siempre contó con una gran cantidad de dialectos, divergentes en mayor o menor grado del fenicio estándar, que en primera instancia se considera el de Tiro y Sidón y, posteriormente, el de Cartago, bajo la denominación convencional de púnico. A lo largo de todo el periodo en que se habló el fenicio experimentó, como es natural, un cambio lingüístico notable. Los cambios fonéticos son los más reconocibles en las inscripciones porque dejan un reflejo claro en la ortografía.

#### Del fenicio al púnico

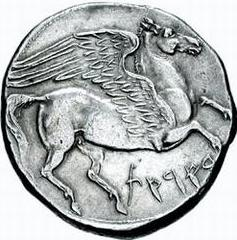
Moneda cartaginesa de la primera guerra púnica. Aparecen un caballo alado y una inscripción.

Púnico es el nombre que recibe la variante occidental del fenicio, hablada a partir del siglo IV   a.  C. en Cartago y su zona de influencia. Aunque algunos de los rasgos que se consideran tradicionalmente típicos del púnico ya aparecen en inscripciones del Líbano, fue posteriormente cuando llegaron a desarrollarse del todo. Los más significativos son:
- Debilitamiento de guturales. En las inscripciones púnicas de Cartago, tal vez debido al substrato bereber, se observa que algunas guturales sufren debilitamiento así mlʔkt > mlkt «obra, trabajo»; šmʕ > šm «oyó» (en la epigrafía griega aparece testimonada esta palabra como σάμω).
- Retención de aspiradas. Los fonemas /ħ, h/, ambos transcritos como h en latín, persistieron hasta relativamente tarde, como testimonian las formas latinas: Hannibal, Maharbal o Carthago, aunque en púnico tardío aparece ya Øannibal.
- Confusión de las enfáticas y no-enfáticas. Se atestigua la innovación mls en lugar de la forma antigua mlṣ «interpretar»;  s «este», st «esta» en lugar de z, zt; mšl en lugar de mzl «destino».
- Caída de consonantes finales en púnico tardío algunos sonidos alveolares /t, d, l/ pueden caer al final de palabra o de sílaba: h-mlkt > Himilcō (nombre propio: 'hijo de la reina'), mlk.ʔmr = molkhomor > mochomor.
- Elisión de /y-/ inicial. La consonante /y/ sufre elisión a principio de palabra: mlk.ytn > mlk.tn > Milcaton «el rey dio». Entre vocales /y/ se elide desde época antigua: antiguo gublaíta /*banaya/ > fenicio /*bana:/ «construyó», fenicio ybrkyʾ /-kiya/ > púnico ybrkʾ /-ka:/ «[que] la bendigan».
- Simplificación de grupos consonánticos. En púnico tardío se observa una tendencia a reducir grupos consonánticos complicados, bien introduciendo vocales epentéticas y anaptíticas, o bien eliminado algunas consonantes como en el nombre propio ʔAbdmilkqart «Amílcar»; bodmilqart > bodmilqar > bonqar, o en el nombre de la ciudad de Cartago: Qart hadašt 'Ciudad nueva' > Qart hadō «Cartago» (> Qart hadō + -nion > Qar hadōn > griego Καρχηδῶν Karkhēdōn).

#### Desaparición
Bajo el Imperio romano, el púnico aún tenía bastante vitalidad; si bien las últimas inscripciones en Palestina datan del siglo II, en el área cartaginesa tenemos registros escritos hasta el siglo IV. Además, sabemos por autores como Procopio y Agustín de Hipona que todavía en el siglo V y en el siglo VI era la lengua de los campesinos de Túnez. Quizás sobrevivió a la conquista musulmana: según el geógrafo al-Bakrī, en la ciudad de Sirte (en la actual Libia) habitaba un pueblo que hablaba una lengua que no era bereber ni latín ni copto, por lo que se cree que en esa región el uso del fenicio continuó más allá de la constancia escrita. Con todo, es posible que los púnicos se arabizaran más fácilmente debido a las similitudes entre su idioma y el idioma árabe, también una lengua semítica.

#### Supervivencia e influencias
El antiguo alfabeto líbico-bereber sigue usándose, aunque de modo irregular, en los grupos de bereberes modernos, como los tuareg, y se lo conoce por el nombre de tifinaġ, posible derivación de púnico con la adición de t-, el artículo femenino bereber. Con todo, se debate la derivación directa de un sistema de escritura al otro, ya que ambos son considerablemente distintos.
En cuanto al idioma, algunos préstamos del púnico siguen en uso en los dialectos bereberes modernos. Un ejemplo es agadir («muralla, fortificación»), proveniente del fenicio 𐤂𐤃𐤓 (gader), término del que deriva el nombre de la actual Cádiz. Quizá la influencia más importante del púnico es el nombre de Hispania (la actual "península ibérica"), que parece derivar del término 𐤀𐤉𐤎𐤐𐤍𐤉 (ʾyspny). Este se ha interpretado, ya desde época clásica como ʾy-spn-y, significando «la isla o península de los damanes», por la abundancia de conejos, que los fenicios habrían asimilado a aquellos. Por su parte, según Jesús Luis Cunchillos en su Gramática fenicia elemental (2000), la raíz del término span es spy, que significa «forjar o batir metales». Así, ʾy-spn-ya sería la «la tierra en la que se forjan metales». Lo que sí parece estar claro es el origen púnico del nombre. Otro caso es el de una tribu hostil de «gente peluda» que Hannón el Navegante encontró en el Golfo de Guinea. El nombre que les dio fue vertido en griego como γορίλλαι (goríllai). En 1847, Thomas S. Savage lo aplicó a los gorilas.

### Distribución geográfica

Principales rutas comerciales fenicias, que unían las metrópolis con sus colonias.

El fenicio es originario de la zona costera de Canaán, Fenicia, extendiéndose originalmente alrededor de Tiro y Sidón, en el actual territorio del Líbano y parte de Siria. Desde aquí, el fenicio llegó a finales del siglo XI a. C. a Cerdeña y a principios del siglo X a. C. a Chipre. Posteriormente, los fenicios colonizaron gran parte del Mediterráneo occidental, llevando su lengua con ellos a todo el norte de África, Malta, Sicilia y las costas meridionales de la península ibérica. En el siglo siglo V a. C., Cartago (en el actual Túnez) era ya una potencia cultural de lengua púnica y fue en Sirt (en la actual Libia) donde se tiene constancia por última vez del uso oral del fenicio.

### Dialectología y variantes

#### Dialectos
Por la naturaleza de las inscripciones que han llegado hasta la actualidad, la mayoría escritas en un lenguaje formal y ceremonioso, no se puede tener constancia de la lengua real que se manejaba cotidianamente en cada lugar. Las formas dialectales locales se pueden entrever, pero raramente, solo en algún grafiti o debido a un lapsus del escribiente. Es probable que cada ciudad fenicia tuviera su propio dialecto, mientras que las inscripciones tienden a representar un habla estandarizada común. Con todo, es posible determinar ciertos dialectos principales:
- Dialectos orientales:
  - Fenicio estándar: el habla original de la región de Tiro y Sidón, y probablemente la variedad en que se basan los dialectos occidentales. Dejó de hablarse alrededor del siglo II.[2]
  - Biblio: el habla de Biblos, de la que se tiene constancia escrita desde el siglo XIII hasta el I a. C. No parece que se extendiera hacia el oeste y está marcado por importantes diferencias gramaticales, siendo el dialecto más similar al hebreo.[2]
  - Chipriota: el habla de Chipre muestra bastantes diferencias tanto en pronunciación como en gramática y vocabulario. Hay incluso indicios de diferencias dialectales entre las mismas ciudades, lo que puede deberse a que el elemento fenicio en la isla siempre fue pequeño y foráneo.[2]
- Púnico: el habla de las colonias occidentales, destacando la de Cartago por su papel centralizador. Desde aproximadamente el siglo V a. C. siguió evolucionando con cierta independencia de los dialectos orientales. Sus principales divergencias, no obstante, pueden deberse a la interacción del elemento fenicio con el sustrato lingüístico de los pobladores originales: bereber, ibero, etc.[2] Tras la caída de Cartago se desarrolló el llamado «neopúnico», que ya sin la influencia cultural conservadora de la capital ni de las metrópolis fenicias, evolucionó más rápido y acusando muchas veces influencias locales no semíticas.[2]

#### Etapas diacrónicas
En la evolución del fenicio pueden determinarse cinco etapas principales en la evolución del idioma, marcadas por diferencias substanciales entre fases más antiguas y más modernas del idioma. De «fenicio temprano» se califica al hablado en las costas de Canaán, Chipre y Cerdeña entre los siglos XI   y IX   a.C., siendo las principales fuentes externas para su interpretación el egipcio, el asirio y el Antiguo Testamento. El «fenicio medio», ya extendido por el Mediterráneo, es el hablado entre los siglos VIII y VI a. C., contando como principales fuentes externas como el acadio y el griego. El «fenicio tardío» es el hablado en las costas orientales a partir del siglo V a. C. y hasta su desaparición en el siglo I o II d. C.; paralelamente, en el oeste se desarrolla el «púnico», también desde el siglo V a. C. y hasta la fecha simbólica del 146 a. C., destrucción de Cartago. El quinto periodo, que tiene lugar solo en el oeste, es el «neopúnico», que se extiende desde el 146 a. C. hasta bien entrado el siglo VI d. C. o la invasión musulmana, contando como fuentes externas para su interpretación solo el latín.

### Literatura
La literatura fenicia está rodeada de un halo de misterio dados los pocos vestigios que se han conservado: todo lo que resta es una serie de inscripciones, pocas de las cuales tienen carácter netamente literario (solo alguna narración histórica, poemas, etc.), monedas, fragmentos de la Historia de Sanjuniatón y del Tratado de Magón, la traducción al griego del viaje de Hannón el Navegante y el texto del Poenulus de Plauto. Sin embargo, es un hecho probado que tanto en Fenicia como en Cartago hubo bibliotecas y que los fenicios tuvieron una rica producción literaria heredera del pasado cananeo, de la que obras como las redactadas por Filón de Biblos o Menandro de Éfeso son una parte ínfima. Queda constancia de su vigencia al menos hasta el siglo IV según los comentarios de Agustín de Hipona. Algunos tipos y géneros que se tiene alguna certeza de que los fenicios cultivaron fueron la agronomía, la filosofía, la religión, la historia, la poesía, la navegación y la geografía.

## Descripción lingüística

### Fonología y escritura
Los hablantes de fenicio desarrollaron un sistema de escritura alfabético de modo acrofónico. Es decir, otorgaron un símbolo a cada letra con la que pudiera empezar una palabra: ʾalp, 'buey', representaba /ʾ/; bēt, 'casa', representaba /b/; etc. Dado que en fenicio, como en la mayoría de las lenguas semíticas, todas las palabras empezaban con consonante, no se otorgaron tales símbolos a las vocales, lo que marcará claramente la escritura fenicia. Sin embargo, las escasas divergencias ortográficas entre todas las inscripciones fenicias hasta época neopúnica parecen indicar que la fonología consonántica estaba representada de forma bastante exacta, al menos en época temprana, aunque posteriormente no se adaptó a la evolución fonética del idioma más que parcialmente.

#### Fonología
Consonantes
La ortografía fenicia distingue solo las consonantes, a las que por convención se dan los siguientes valores:
|             |             | Labial | Alveolar | Alveolar | Palatal | Velar | Uvular | Faríngea | Glotal |
| Simple      | Enfática    | Labial |          |          | Palatal | Velar | Uvular | Faríngea | Glotal |
| ----------- | ----------- | ------ | -------- | -------- | ------- | ----- | ------ | -------- | ------ |
| Nasal       | Nasal       | m      | n        |          |         |       |        |          |        |
| Oclusiva    | Sorda       | p      | t        | tˤ       |         | k     | q      |          | ʔ      |
| Oclusiva    | Sonora      | b      | d        |          |         | ɡ     |        |          |        |
| Fricativa   | Sorda       |        | s        | sˤ       | ʃ       |       |        | ħ        | h      |
| Fricativa   | Sonora      |        | z        |          |         |       |        | ʕ        |        |
| Vibrante    | Vibrante    |        | r        |          |         |       |        |          |        |
| Aproximante | Aproximante |        | l        |          | j       | w     |        |          |        |

Se discute el valor original de las sibilantes protosemíticas, y en consecuencia el de sus correspondientes en fenicio. Una parte de los especialistas afirman que ʃ era realmente s; s, ts; z, dz y sˤ, tsˤ. Otros defienden los valores tradicionales de ʃ, s, z y sˤ. El sistema que representa el abyad es producto de varias fusiones fonéticas: en relación con el protosemítico septentrional, en cananeo *ʃ y *θ se fusionaron en *ʃ; *dˤ y *z en *z; y *ṱ, *śˤ y *sˤ en *sˤ. Luego, al pasar al fenicio, las sibilantes *ś y *ʃ se fusionaron en *ʃ; *χ y *ħ se fusionaron en ħ; y ʕ y ġ se fusionaron en ʕ. Por otra parte, se discute si los fonemas ʃ y s, claramente distinguidos en la ortografía fenicia, no acabarían fusionándose en fenicio clásico o en púnico tardío. En púnico tardío las laringales y faríngeas parecen haber desaparecido totalmente. Ninguna de éstas es fácilmente representable en el alfabeto latino, pero parece haber evidencia del mismo fenómeno en textos escritos con alfabeto fenicio.
No está claro si el fenicio-púnico llegó a desarrollar el proceso de lenición de las plosivas que ocurrió en muchas otras lenguas semíticas noroccidentales (como el hebreo bíblico o el arameo). La consonante /p/ parece haberse transformado en /f/ en púnico, como hizo en protoárabe. Ciertas romanizaciones del púnico tardío incluyen muchas transcripciones «aspiradas» como ph, th y kh en diversas posiciones (aunque su interpretación no es clara), así como la letra f para la *p original.
Vocales
El conocimiento del sistema vocálico fenicio es muy imperfecto dadas las características del alfabeto fenicio: durante gran parte de su existencia, la escritura fenicio no expresó ninguna vocal en absoluto, e incluso tras surgir los sistemas de notación vocálica casi al final de su historia, nunca llegaron a aplicarse sistemáticamente a los términos nativos. Se cree que el fenicio tenía las vocales breves /a/, /i/, /u/ y las vocales largas /aː/, /iː/, /uː/, /eː/, /oː/. Los diptongos protosemíticos /aj/ y /aw/ se realizaban como /eː/ y /oː/, algo que debió ocurrir antes que en hebreo bíblico, ya que las vocales largas resultantes no se notan con signos semivocálicos (bēt, «casa» se escribía 𐤁𐤕, bt en oposición al hebreo bíblico בית byt).
El cambio fonético más llamativo del fenicio es la llamada «inflexión cananea», que comparte parcialmente con el hebreo bíblico, aunque en fenicio el fenómeno fue más fuerte. Así, los sonidos /aː/ y /aw/ del protosemítico noroccidental no se cerraron hasta /oː/ como en hebreo tiberiano, sino en /uː/. La /a/ acentuada protosemítica, que dio /aː/ en hebreo tiberiano, pasó en fenicio a /oː/. Este fenómeno queda probado por las transcripciones latinas y griegas como rūs para 𐤓𐤀𐤔 «cabeza» (en hebreo tiberiano rōš, ראש) o σαμω samō por 𐤎𐤌𐤏 «oyó» (en hebreo tiberiano šāmāʻ, שמע). De manera similar, se sabe por inscripciones griegas que la palabra 𐤏𐤋𐤌 «eternidad» se debía pronunciar ʿūlōm, correspondiendo al hebreo bíblio ʿōlām y al protosemítico ʿālam. La Y utilizada en inscripciones griegas y latinas al escribir palabras como υς, ys «que (realativo)» e yth «con», puede querer denotar una vocal schwa reducida. Esta aparecería en la sílaba anterior a la tónica en los verbos, y dos sílabas antes de la tónica en los sustantivos y adjetivos, mientras que en otros caos, como el chyl o incluso chil por 𐤊𐤋 (kull, «todo») de la obra Poenulus, podrían interpretarse como un paso más en el cambio vocálico como resultado de adelantar la [y] y la consecuente deslabalización de /u/ y /uː/. La vocal breve /*i/ en sílabas originalmente libres se redujo a [e] y posteriormente se alargó en posición tónica.
Suprasegmentales
A juzgar por los cambios vocálicos que dependen del acento, se puede determinar que la mayoría de las palabras serían agudas, como en hebreo bíblico. Probablemente las vocales largas aparecían únicamente en las sílabas libres.

#### Escritura

Las letras fenicias dieron lugar a versiones distintas en cada uno de los alfabetos que derivan de ellas. De izquierda a derecha: latino, griego, fenicio, hebreo, árabe.

El fenicio se escribía mediante el alfabeto fenicio, un abyad derivado de la escritura protocananea que acabó dando lugar al alfabeto griego y, a partir de este, al latino. La variante occidental (púnica) desarrolló gradualmente una escritura más cursiva. Hacia la época de la segunda guerra púnica se desarrolló una escritura aún más cursiva, que se conoce como neopúnica. Esta convivió con otras formas más conservadoras y acabó siendo la dominante tras la batalla de Cartago (146 a. C.). La escritura neopúnica tendió a marcar las distintas vocales con matres lectionis mucho más a menudo que los sistemas anteriores, y comenzó también a utilizar sistemáticamente ciertas letras para determinados valores, especialmente las finales, con una ʾalp y ocasionalmente con una ʿain. Por último, se han hallado algunas inscripciones del siglo I a. C. que utilizan el alfabeto griego, y un buen número de inscripciones de Tripolitania, que durante el siglo III y el IV utilizan el alfabeto latino para este fin.
| Alfabeto fenicio | Alfabeto fenicio | Alfabeto fenicio | Alfabeto fenicio   | Alfabeto fenicio | Alf. latino      | Alf. griego             |
| Letra            | Uni.             | Nombre           | Significado        | Fon.             | Alf. latino      | Alf. griego             |
| ---------------- | ---------------- | ---------------- | ------------------ | ---------------- | ---------------- | ----------------------- |
| Aleph            | 𐤀                | ʾalp             | buey               | ʾ [ʔ]            | a, e, i, o, u    | α, ε, η, ι, ο, ω, υ, ου |
| Beth             | 𐤁                | bēt              | casa               | b [b]            | b, f             | β, φ                    |
| Gimel            | 𐤂                | gaml             | camello            | g [ɡ]            | g                | γ                       |
| Daleth           | 𐤃                | delt             | puerta             | d [d]            | d                | δ                       |
| He               | 𐤄                | he               | ventana            | h [h]            | h, ∅             | ῾, ∅                    |
| Waw              | 𐤅                | wau              | anzuelo            | w [w]            | u                | ου                      |
| Zayin            | 𐤆                | zai              | arma               | z [z]            | sd, ss, s; z     | ζ, σ                    |
| Heth             | 𐤇                | ḥet              | muro               | ḥ [ħ]            | h, ∅             | ῾, ∅                    |
| Teth             | 𐤈                | tet              | rueda              | ṭ [tˤ]           | t                | τ                       |
| Yodh             | 𐤉                | yod              | mano               | y [j]            | i                | ι                       |
| Kaph             | 𐤊                | kap              | palma (de la mano) | k [k]            | ch, h            | χ                       |
| Lamedh           | 𐤋                | lamd             | aguijada           | l [l]            | l                | λ                       |
| Mem              | 𐤌                | mem              | agua               | m [m]            | m                | μ                       |
| Nun              | 𐤍                | nun              | serpiente          | n [n]            | n                | ν                       |
| Samekh           | 𐤎                | semk             | pez                | s [s]            | s                | σ                       |
| Ayin             | 𐤏                | ʿain             | ojo                | ʿ [ʕ]            | ∅                | ∅                       |
| Pe               | 𐤐                | pe               | boca               | p [p]            | p, ph, f         | π, φ                    |
| Sadek            | 𐤑                | ṣade             | caza               | ṣ [sˤ]           | st, ts, tz; t; s | τ, σ                    |
| Qoph             | 𐤒                | qop              | mono               | q [q]            | k                | κ                       |
| Res              | 𐤓                | roš              | cabeza             | r [r]            | r                | ρ                       |
| Sin              | 𐤔                | šin              | diente             | š [ʃ]            | s                | σ                       |
| Taw              | 𐤕                | tau              | señal              | t [t]            | th               | θ                       |

### Morfología

#### Morfología nominal
Los sustantivos fenicios flexionan en género (masculino y femenino), número (singular, plural y vestigios del dual) y estado (absoluto y constructo). Poseen además la categoría de determinación. Las lenguas semíticas noroccidentales tenían, igual que el árabe clásico, un sistema de vocales finales que marcaban los casos: -u para nominativo, -a para acusativo e -i para genitivo. Sin embargo, en fenicio las vocales finales cayeron en época temprana, por lo que solo quedan unos pequeños restos del genitivo protosemítico, entendiéndose el resto de relaciones casuales mediante la posición de las palabras en el sintagma o el uso de preposiciones. Mientras que gran parte de las terminaciones concurren en la ortografía estándar, las inscripciones en alfabeto latino y griego han permitido reconstruir las terminaciones de sustantivo (que son iguales para los adjetivos):
| Masculino | Masculino  | Masculino | Masculino  | Masculino | Masculino  |          | Femenino   | Femenino | Femenino   | Femenino | Femenino   | Femenino |
| Singular  | Singular   | Dual      | Dual       | Plural    | Plural     | Singular | Singular   | Dual     | Dual       | Plural   | Plural     |          |
| Absoluto  | Constructo | Absoluto  | Constructo | Absoluto  | Constructo | Absoluto | Constructo | Absoluto | Constructo | Absoluto | Constructo |          |
| --------- | ---------- | --------- | ---------- | --------- | ---------- | -------- | ---------- | -------- | ---------- | -------- | ---------- | -------- |
| ∅ -∅      | ∅ -∅       | 𐤌- -ēm    | ∅ -ē       | 𐤌- -īm    | ∅ -ē       | 𐤕- -(o)t | 𐤕- -(o)t   | 𐤕𐤌- -tēm | 𐤕- -tē     | 𐤕- -ūt   | 𐤕- -ūt     |          |

Parece que en púnico tardío se perdió la /-t/ final. Así, 𐤇𐤌𐤋𐤊𐤕 (ḥmlkt, «hijo de la reina») o 𐤀𐤇𐤌𐤋𐤊𐤕 (ʾḥmlkt, «hermano de la reina») pasaron al latín como Himilco.Hackett, Joe Ann (2008). «Phoenician and Punic».  En Roger D. Woodard, ed. The Ancient Languages of Syria-Palestine and Arabia. p. 90.</ref> Asimismo, el fonema /n/ se asimiló a las consonantes siguientes: v. g. 𐤔𐤕 (št, «año») por *šant.
En general, las terminaciones de los casos deben haber desaparecido hacia el siglo IX a. C. y no después del siglo VII a. C. Por ejemplo, el nombre de persona que en acadio se representó como ma-ti-nu-ba-ʿa-li («Don de Baal»), con las terminaciones de nominativo (-u) y genitivo (-i), se registró como ma-ta-an-ba-ʿa-l dos siglos después. Sin embargo, existen pruebas de la conservación del genitivo en el sufijo posesivo de primera persona del singular: 𐤀𐤁𐤉 (ʾabiya, «de mi padre») frente a 𐤀𐤁 (ʾabī, «mi padre»).
Pronombres personales

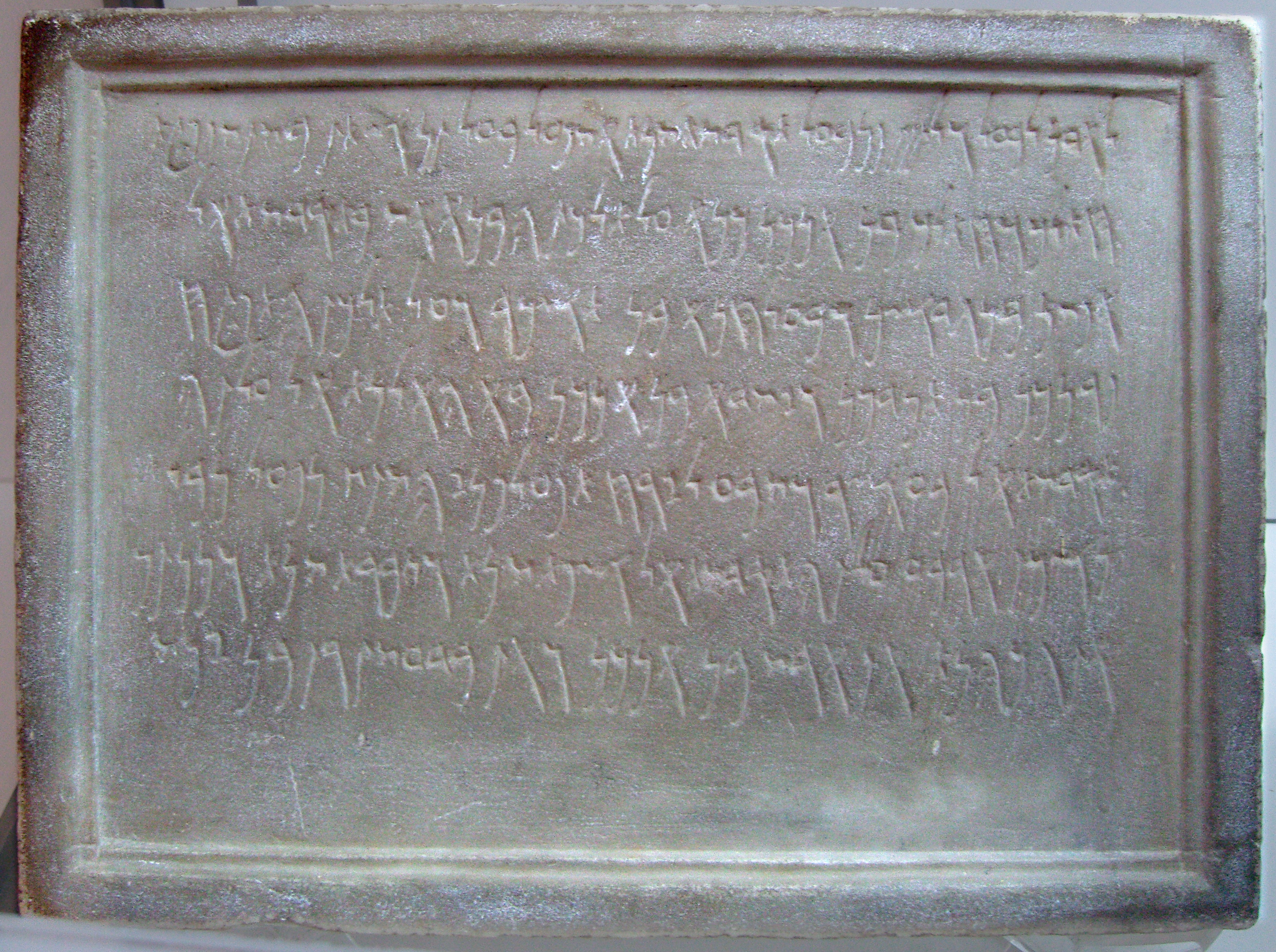
Inscripción púnica hallada en Nabeul (Túnez). Recuerda consagración de unos santuarios a Baal Hammon y Tanit.

El fenicio distinguía entre pronombres personales plenos y enclíticos, estos últimos sufijados. La pronunciación reconstruida de los pronombres plenos es la siguiente:
|       | Singular                             | Plural         |
| ----- | ------------------------------------ | -------------- |
| 1ª    | 𐤀𐤍𐤊 ,𐤀𐤍𐤊𐤉 ʾanōkī (menos frec. ʾanek) | 𐤀𐤍𐤇𐤍 ʾanaḥnū   |
| 2ª m. | 𐤀𐤕 ʾatta(ː)                          | sin constancia |
| 2ª f. | 𐤀𐤕 ʾatti(ː)                          | sin constancia |
| 3ª m. | 𐤄𐤀 ,𐤄𐤉 ,𐤄𐤀𐤕 huʾ, hy, huʾat           | 𐤄𐤌𐤕 hummat     |
| 3ª f. | 𐤄𐤀 hiʾ                               | 𐤄𐤌𐤕 himmat     |

Los pronombres personales enclíticos se añaden a los sustantivos (para indicar posesión), a las preposiciones y a los verbos (para indicar el complemento directo). Los que se muestran en la tabla inferior corresponden al «fenicio estándar», diferente de las variedades de Biblos o púnicas. Algunos de ellos tenían formas distintas según si aparecían tras una vocal o una consonante. También existían formas ligeramente distintas si seguían a un antiguo genitivo (que acababa en -i, y no en -ē, como el plural masculino).
|                 | Singular        | Singular        | Singular   | Singular   | Singular        | Plural          | Plural         | Plural         | Plural         |
| tras sustantivo | tras sustantivo | tras sustantivo | tras verbo | tras verbo | tras sustantivo | tras sustantivo | tras verbo     | tras verbo     |                |
| tras cons.      | tras gen.       | tras vocal      | tras cons. | tras vocal | tras cons.      | tras vocal      | tras cons.     | tras vocal     |                |
| --------------- | --------------- | --------------- | ---------- | ---------- | --------------- | --------------- | -------------- | -------------- | -------------- |
| 1ª              | ∅ -ī            | 𐤉- -iya(ː)      | 𐤉- -ayy    | 𐤍- -nī     | 𐤍- -nī          | -𐤍 -o(ːn)       | -𐤍 -o(ːn)      | -𐤍 -nu(ː)      | -𐤍 -nu(ː)      |
| 2ª m.           | 𐤊- -ka(ː)       | 𐤊- -ka(ː)       | 𐤊- -ka(ː)  | 𐤊- -ka(ː)  | 𐤊- -ka(ː)       | sin constancia  | sin constancia | sin constancia | sin constancia |
| 2ª f.           | 𐤊- -ki(ː)       | 𐤊- -ki(ː)       | 𐤊- -ki(ː)  | 𐤊- -ki(ː)  | 𐤊- -ki(ː)       | sin constancia  | sin constancia | sin constancia | sin constancia |
| 3ª m.           | ∅ -oː           | 𐤉- -iyu(ː)      | 𐤉- -ēyu(ː) | ∅ -oː      | 𐤉- -iyu(ː)      | 𐤌- -o(ː)m       | 𐤍𐤌- -nōm       | 𐤌- -o(ː)m      | 𐤍𐤌- -nōm       |
| 3ª f.           | ∅ -aː           | 𐤉- -iya(ː)      | 𐤉- -ēya(ː) | ∅ -aː      | 𐤉- -iya(ː)      | 𐤌- -e(ː)m       | 𐤍𐤌- -nēm       | 𐤌- -e(ː)m      | 𐤍𐤌- -nēm       |

Las formas enclíticas variaban también según el dialecto. En el dialecto arcaico de Biblos, los pronombres de 3.ª persona eran 𐤄- o 𐤅- (-ō) para el masculino singular (𐤅- /-ēw/ tras vocal), 𐤄- (-aha(ː)) para el femenino singular y 𐤄𐤌- (-hum(ma)) para el masculino plural. En púnico tardío, se escribía 𐤏- para la 3.ª persona de singular en femenino y masculino, sin que cambiara la pronunciación, aunque el pronombre de 3.ª persona singular masculino podía ser 𐤌- (-im).
Pronombres demostrativos

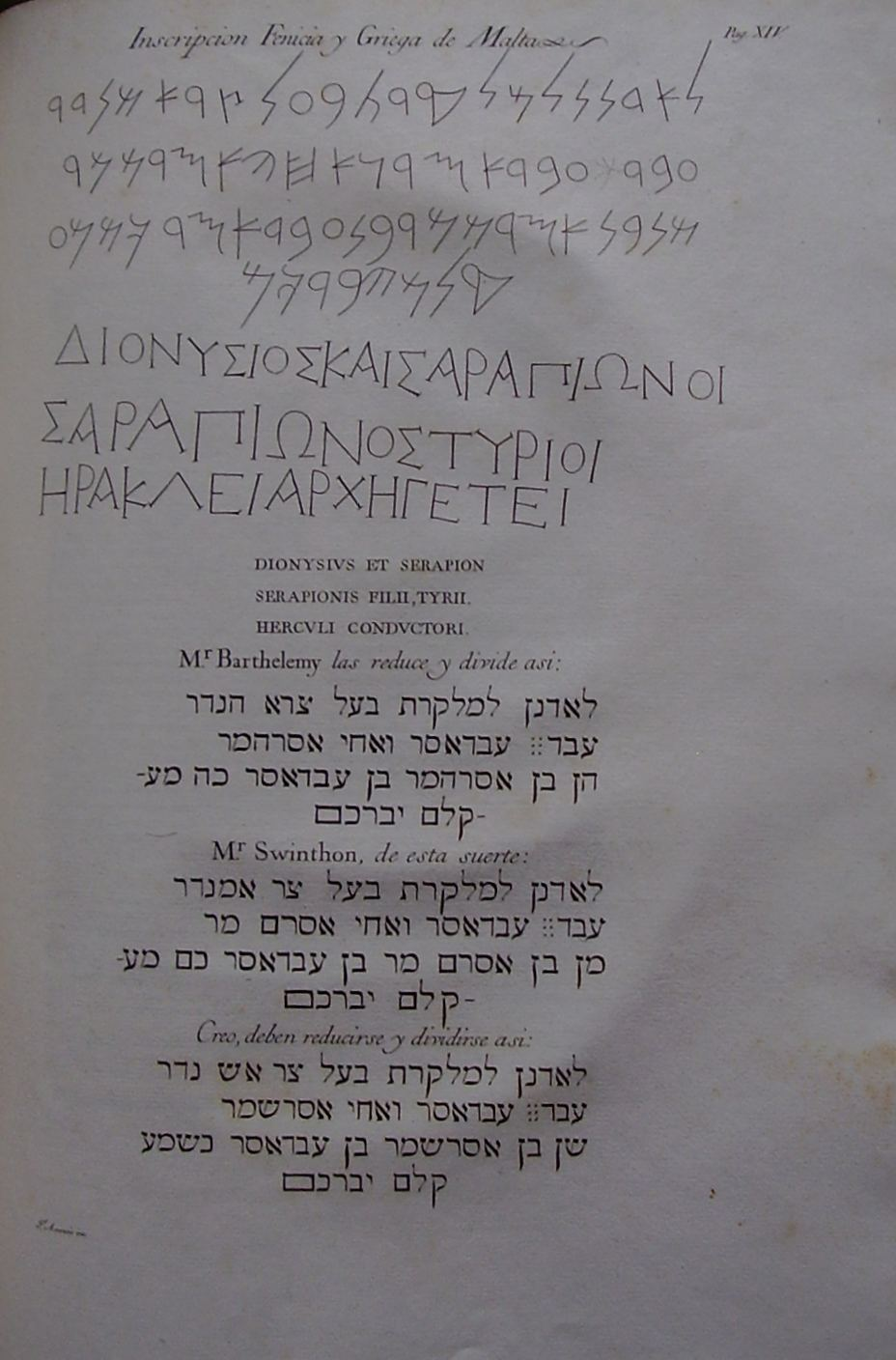
Inscripción bilingüe greco-fenicia hallada en Malta. En este libro, El alfabeto y lengua de los Fenices y de sus colonias (1772), dio Francisco Pérez Bayer por primera vez la lectura exacta del texto fenicio.

El pronombre demostrativo de cercanía («este /a») tenía muchas variantes, recogidas en la tabla que sigue. El pronombre demostrativo de lejanía («ese /a», «aquel, aquella») es idéntico a los pronombres plenos de tercera persona.
|           | Singular                 | Singular                 | Plural |
| masc.     | fem.                     |                          | Plural |
| --------- | ------------------------ | ------------------------ | ------ |
| estándar  | 𐤆 zi                     | 𐤆 zi                     | 𐤀𐤋 ʾal |
| chipriota | 𐤀𐤆 ʾiz                   | 𐤀𐤆 ʾiz                   | 𐤀𐤋 ʾal |
| biblio    | 𐤆 ,𐤆𐤍 zi, zin            | 𐤆𐤕 ,𐤆𐤀 zit, ziʾ          | 𐤀𐤋 ʾal |
| púnico    | 𐤎 ,𐤎𐤕 ,𐤆𐤕 s(i), sit, zit | 𐤎 ,𐤎𐤕 ,𐤆𐤕 s(i), sit, zit | 𐤀𐤋 ʾal |

Otros pronombres
Los pronombres interrogativos son 𐤌𐤉 (miya o quizás mi, «quién») y 𐤌 (mū, «qué»). Existe un pronombre indefinido que significa «cualquier cosa» y se escribe 𐤌𐤍𐤌, aunque se desconoce su lectura. El pronombre relativo consiste en una 𐤔 (š), ya seguida o precedida de vocal.
Artículo definido
El artículo definido se escribía 𐤄 (h) en fenicio estándar y sonaba /ha-/, reduplicando la vocal siguiente, como en 𐤌𐤋𐤑 𐤄𐤊𐤓𐤎𐤉𐤌 (melīṣ hek-Korsīm, «intérprete de corso». En púnico tardío también se puede encontrar como 𐤀 (ʾ) o 𐤏 (ʿ), dado el debilitamiento y confusión de las guturales. Similarmente a lo que sucedía en hebreo bíblico, la consonante inicial del artículo cae ante las preposiciones 𐤁 (b-, «en»), 𐤋 (l-, «para») y 𐤊 (k-, «cual»). También podía caer ante otras partículas como el marcador de objeto directo 𐤀𐤉𐤕 (ʾayit) o la conjunción 𐤅 (w-, «y»).
Numerales
De los números cardinales del uno al diez, «uno» es un adjetivo, «dos» es formalmente un sustantivo dual y el resto son sustantivos en singular, todos ellos distinguiendo género: «uno /a», 𐤀𐤇𐤃 (ʾeḥḥad), f. 𐤀𐤇𐤕 (ʾeḥḥat); «dos», 𐤔𐤍𐤌 (šnēm, en estado constructo 𐤔𐤍 šnē), f. 𐤌𐤔𐤕 (štēm, en estado constructo 𐤔𐤕 štē); «tres», 𐤔𐤋𐤔𐤕 (šalūšt), f. 𐤔𐤋𐤔 (šalūš); «cuatro», 𐤀𐤓𐤁𐤏𐤕 (ʾarbaʿat), f. 𐤀𐤓𐤁𐤏 (ʾarbaʿ); «cinco», 𐤇𐤌𐤔𐤕 (ḥamišt) f.  𐤇𐤌𐤔 (ḥameš); «seis», 𐤔𐤔𐤕 (šešit) f. 𐤔𐤔 (šeš); «siete», 𐤔𐤁𐤏𐤕 (šebaʿat) f. 𐤔𐤁𐤏 (šebaʿ); «ocho», 𐤔𐤌𐤍𐤕 (šamūnīt) f. 𐤔𐤌𐤍 (šamūne); «nueve», 𐤕𐤔𐤏𐤕 (tišaʿat) f. 𐤕𐤔𐤏 (tešaʿ); «diez», 𐤏𐤔𐤓𐤕 (ʿašert) f. 𐤏𐤔𐤓 (ʿašar). Las decenas son, morfológicamente, masculinos en plural de las unidades: «veinte», 𐤏𐤔𐤓𐤌 (ʿašerīm); «treinta», 𐤔𐤋𐤔𐤌 (šalūšīm); «cuarenta», 𐤀𐤓𐤁𐤏𐤌 (ʿarbaʾīm); «cincuenta» 𐤇𐤌𐤔𐤌 (ḥamiššīm); «sesenta», 𐤔𐤔𐤌 (šišīm); «setenta» 𐤔𐤁𐤏𐤌 (šibʾīm); «ochenta» 𐤔𐤌𐤍𐤌 (šamūnīm); «noventa» 𐤕𐤔𐤏𐤌 (tišʾīm). Los numerales compuestos se forman con 𐤅 (w-, «y»): «doce» 𐤏𐤔𐤓 𐤅𐤔𐤍𐤌 (ʿašer wa-šnēm). El número «cien» es 𐤌𐤀𐤕 (miʾt), «doscientos» es su dual, 𐤌𐤀𐤕𐤌 (miʾtēm) y el resto se forman como «trescientos»: 𐤔𐤋𐤔 𐤌𐤀𐤕 (šalūš miʾt); «mil» es 𐤀𐤋𐤐 (ʾalp). Los ordinales se forman añadiendo 𐤉- (-iy).

#### Morfología verbal
El verbo fenicio tiene flexión de persona, número, género, modo, voz, aspecto y tiempo. Hay tres modos: indicativo, no-indicativo (subjuntivo, optativo, yusivo, cohortativo) e imperativo; cuatro voces: activa (transitiva e intransitiva), pasiva, estativa y reflexiva; dos aspectos: perfectivo e imperfectivo; y seis tiempos: pretérito perfecto, pretérito imperfecto, pluscuamperfecto, presente perfecto, presente imperfecto y futuro. Al igual que las otras lenguas semíticas, el fenicio tiene varios «patrones verbales» o «raíces», que expresan el tipo de acción, el nivel de transitividad y la voz. En fenicio estándar existían cinco patrones o conjugaciones: G o Qal (ritmo qatol), N o Nipʿal (ritmo niqtal), D o Piʿʿel (ritmo qittel), Y o Yipʿil (ritmo yiqtel) y tD o Yitpeʿʿel (ritmo yitqettel). Cada ritmo tiene las siguientes formas: forma sufijada (o de perfecto), forma prefijada (o de imperfecto), participio activo, participio pasivo, imperativo, infinitivo absoluto e infinitivo constructo.
Las tablas siguientes presentan el paradigma, para el patrón Qal o básico, de la forma de «perfecto» o «sufijada» a la derecha y de la forma de «imperfecto» o «prefijada» a la izquierda. Esta última es indistinguible de la forma yusiva que constituía un paradigma diferenciado en protosemtíco.
| Imperfecto | Imperfecto     | Imperfecto     |       | Perfecto      | Perfecto       | Perfecto |
|            | Singular       | Plural         |       | Singular      | Plural         |          |
| ---------- | -------------- | -------------- | ----- | ------------- | -------------- | -------- |
| 1ª         | 𐤒𐤕𐤋𐤕𐤉 qataltī  | 𐤒𐤕𐤋𐤍 qatalnū   | 1ª    | 𐤀𐤒𐤕𐤋 ʾiqtul   | 𐤍𐤒𐤕𐤋 niqtul    |          |
| 2ª m.      | 𐤒𐤕𐤋𐤕 qataltā   | sin constancia | 2ª m. | 𐤕𐤒𐤕𐤋 tiqtul   | 𐤕𐤒𐤕𐤋 tiqtulū   |          |
| 2ª f.      | 𐤒𐤕𐤋𐤕 qatalt(ī) | sin constancia | 2ª f. | 𐤕𐤒𐤕𐤋𐤉 tiqtulī | 𐤕𐤒𐤕𐤋𐤍 tiqtulna |          |
| 3ª m.      | 𐤒𐤕𐤋 qatōl      | 𐤒𐤕𐤋 qatalū     | 3ª m. | 𐤉𐤒𐤕𐤋 yiqtul   | 𐤉𐤒𐤕𐤋 yiqtulū   |          |
| 3ª f.      | 𐤒𐤕𐤋𐤕 qatalō(t) | sin constancia | 3ª f. | 𐤕𐤒𐤕𐤋 tiqtul   | sin constancia |          |

Las terminaciones de imperativo eran presumiblemente -∅, -ī y -ū para las segundas personas del singular masculino y femenino y del plural masculino, respectivamente, aunque las tres se representan ortográficamente como 𐤒𐤕𐤋 (qtl).
Los participios del patrón Qal seguían los ritmos que se expresan en la tabla siguiente. Las pronunciaciones precedidas de asterisco (*) se han reconstruido a partir de los modelos protosemíticos correspondientes:
| Activo           | Activo              | Activo          | Activo        | Pasivo           | Pasivo       | Pasivo                 | Pasivo        |
| masculino        | masculino           | femenino        | femenino      | masculino        | masculino    | femenino               | femenino      |
| sg.              | pl.                 | sg.             | pl.           | sg.              | pl.          | sg.                    | pl.           |
| ---------------- | ------------------- | --------------- | ------------- | ---------------- | ------------ | ---------------------- | ------------- |
| 𐤒𐤕𐤋 qūtel; qōtil | 𐤒𐤕𐤋 qotlim, qōtilīm | 𐤒𐤕𐤋𐤕 *qātil(a)t | 𐤒𐤕𐤋𐤕 *qātilāt | 𐤒𐤕𐤋 qatūl, qatīl | 𐤒𐤕𐤋𐤌 qatūlīm | 𐤒𐤕𐤋𐤕 *qatult, *qatūlat | 𐤒𐤕𐤋𐤕 *qatūlāt |

Patrones derivados
- N o Nipʿal (pasivo o reflexivo): en la forma sufijada sigue el ritmo niqtal, aunque en la forma prefijada pierde la 'n' al asimilarse a la consonante siguiente, que se dobla, dando el ritmo yiqqatel.[41]
- D o Piʿʿel (intensivo activo): en la forma sufijada sigue el ritmo qittel, en la forma prefijada yaqattil, en el imperativo y el infinitivo constructo qattil, en el infinitivo absoluto qattōl y en el participio maqattil, siendo característica la consonante medial doblada.[46] Su patrón pasivo se denomina Dp o Puʿʿal y sigue el ritmo quttal.
- Y o Hipʿil (causativo activo): en la forma sufijada sigue el ritmo yiqtil (ʾiqtil en púnico), en la prefijada y el infinitivo yaqtil y en el participio maqtil o, al menos en púnico tardío miqtil.[46] Su patrón pasivo se denomina Yp o Hopʿal y sigue el ritmo yuqtal.
- tD o Yitpeʿel (intensivo o reflexivo de Piʿel): en la forma sufijada sigue el ritmo yitqettel.[41][47]

Varios de los patrones tenían además formas «internas» de formar la voz pasiva al cambiar el ritmo vocálico. Hay constancia del patrón de voz pasiva para patrón G, que sería 𐤒𐤉𐤕𐤋 (qytal < qutal). Otro patrón de significación pasivo-reflexivo es el denominado Gt, que sigue el ritmo (i)qtatal.

#### Adverbios
La marca de negación más común es 𐤁𐤋 (bal), que sirve para negar verbos, aunque ocasionalmente también sustantivos; también 𐤀𐤉 (ʾī) podía negar verbos, aunque solía utilizarse para expresar la no-existencia en frases nominales. La negación del imperativo y de las frases exhortativas era 𐤀𐤋 (ʾal). La partícula 𐤋𐤌 (¿lam?) expresa «para que no» o «no sea que».

#### Conjunciones
Las conjunciones más comunes son 𐤅 (wa, en púnico u, «y»), 𐤀𐤌 (ʾim, «si, cuando») y 𐤊 (kī, «que, porque; cuando»). Se utilizaba también la conjunción 𐤀)𐤐) ([ʾa]p, «y, también»). En ocasiones se podía utilizar 𐤋 (lū / li) para introducir oraciones desiderativas del tipo «¡que tal cosa se haga!». También podía introducirse vocativos con 𐤋 (lū / li).

#### Preposiciones
En fenicio había varios tipos de preposiciones según la manera en que interactuaban con los sustantivos. Un grupo de ellas se sufijaba siempre a los sustantivos, retirando la /h/ inicial del artículo si esta estaba presente: 𐤁 (b-, «en»), 𐤋 (l-, «a, para»), 𐤊 (k-, «cual») y 𐤌 (mi(n), «de, desde»); a veces se encuentran reforzadas mediante la adición de /-n/ o /-t/. Otras preposiciones eran independientes: 𐤀𐤋 (ʾal, «sobre»), 𐤏𐤃 (ʿad, «hasta»), 𐤕𐤇𐤕 (táḥat, «bajo»). Existen también locuciones preposicionales como 𐤀𐤋 𐤐𐤍 (ʾal pane, «ante, en frente de») formada por 𐤀𐤋 (ʾal, «sobre») y 𐤐𐤍 (pane, «cara»). Había un marcador prepositivo de objeto definido 𐤀𐤉𐤕 (ʾiyūt), claramente diferenciado de la preposición 𐤀𐤕 (ʾitt, «a, con»). La gran mayoría de las preposiciones podían utilizarse para formar compuestos.

### Sintaxis
El orden de palabras normal es verbo-sujeto-objeto. No existe el verbo copulativo (ser, estar) en presente; en su lugar se utiliza la oración nominal pura colocando el sujeto inmediatamente antes del predicado. Los sustantivos preceden a sus modificadores (adjetivos o posesivos, etc.).

### Léxico
Los sustantivos se forman generalmente combinando las raíces consonánticas y ciertos patrones vocálicos, aunque también pueden intervenir prefijos (𐤌-, /m-/, para expresar acciones o sus resultados; más raramente 𐤕- /-t/) y sufijos (-𐤍, /-ūn/). Los abstractos se forman con el sufijo 𐤕- (probablemente /-īt/, /-ūt/). Los adjetivos pueden formarse añadiendo el sufijo semítico de nisba 𐤉- (/-īy/): p. ej. 𐤑𐤃𐤍𐤉, ṣdny, «sidonio».

## Ejemplos de inscripciones
| Texto | Transliteración |
| --- | --- |
| 𐤀𐤍𐤊 𐤕𐤁𐤍𐤕 𐤊𐤄𐤍 𐤏𐤔𐤕𐤓𐤕 𐤌𐤋𐤊 𐤑𐤃𐤍𐤌 𐤁𐤍 𐤀𐤔𐤌𐤍𐤏𐤆𐤓 𐤊𐤇𐤍 𐤏𐤔𐤕𐤓𐤕 𐤌𐤋𐤊 𐤑𐤃𐤍𐤌 𐤔𐤊𐤁 𐤁𐤀𐤓𐤍 𐤆 𐤌𐤉 𐤀𐤕 𐤊𐤋 𐤀𐤃𐤌 𐤀𐤔 𐤕𐤐𐤒 𐤀𐤉𐤕 𐤇𐤀𐤓𐤍 𐤆 𐤀𐤋 𐤀𐤋 𐤕𐤐𐤕𐤇 𐤏𐤋𐤕𐤉 𐤅𐤀𐤋 𐤕𐤓𐤂𐤆𐤍 𐤊 𐤀𐤉 𐤀𐤓𐤋𐤍 𐤊𐤎𐤐 𐤀𐤊 𐤀𐤓 𐤋𐤍 𐤇𐤓𐤑 𐤅𐤊𐤋 𐤌𐤍𐤌 𐤌𐤔𐤃 𐤁𐤋𐤕 𐤀𐤍𐤊 𐤔𐤊𐤁 𐤁𐤀𐤓𐤍 𐤆 𐤀𐤋 𐤀𐤋 𐤕𐤐𐤕𐤇 𐤏𐤋𐤕𐤉 𐤅𐤀𐤋 𐤕𐤓𐤂𐤆𐤍 𐤊 𐤕𐤏𐤁𐤕 𐤏𐤔𐤕𐤓𐤕 𐤄𐤃𐤁𐤓 𐤄𐤀 𐤅𐤀𐤌 𐤐𐤕𐤇 𐤕𐤐𐤕𐤇 𐤏𐤋𐤕𐤉 𐤅𐤓𐤂𐤆 𐤕𐤓𐤂𐤆𐤍 𐤀𐤋 𐤉𐤊𐤍 𐤋𐤊 𐤆𐤓𐤏 𐤁𐤇𐤉𐤌 𐤕𐤇𐤕 𐤔𐤌𐤔 𐤅𐤌𐤔𐤊𐤁 𐤀𐤕 𐤓𐤐𐤀𐤌 | ʾnk tbnt khn ʿštrt mlk ṣdnm bn ʾšmnʿzr khn ʿštrt mlk ṣdnm škb bʾrn z my ʾt kl ʾdm ʾš tpq ʾyt hʾrn z ʾl ʾl tptḥ ʿlty wʾl trgzn k ʾy ʾrln ksp ʾy ʾr ln ḥrṣ wkl mnm mšd blt ʾnk škb bʾrn z ʾl ʾl tptḥ ʿlty wʾl trgzn k tʿbt ʿštrt hdbr hʾ wʾm ptḥ tptḥ ʿlty wrgz trgzn ʾl ykn lk zrʿ bḥym tḥt šmš wmškb ʾt rpʾm |
| Traducción | |
| Yo, Tabnit, sacerdote de Astarté, rey de Sidón, hijo de Eshmunazar, sacerdote de Astarté, rey de Sidón, yazgo en este sarcófago. Quienquiera que seas, cualquier persona que halle este sarcófago, no, no lo abras y no me perturbes, pues no hay plata guardada conmigo, no hay oro guardado conmigo, ni ninguna otra cosa de valor, solo yo yazgo en este sarcófago. No, no lo abras y no me perturbes, pues eso es una abominación para Astarté. Y si en efecto lo abres y en efecto me perturbas, no tendrás descendencia entre los que viven bajo el sol, ni lugar de descanso junto a los antepasados. | |

| Texto | Reconstrucción (de Igor Diakonov)                            |
| --- | ------------------------------------------------------------ |
| ΛΑΔΟΥΝ ΛΥΒΑΛ ΑΜΟΥΝ ΟΥ ΛΥΡΥΒΑΘΩΝ ΘΙΝΙΘ ΦΑΝΕ ΒΑΛ ΥΣ ΝΑΔΩΡ ΣΩΣΙΠΑΤΙΟΣ ΒΥΝ ΖΟΠΥΡΟΣ ΣΑΜΩ ΚΟΥΛΩ ΒΑΡΑΧΩ                                         | lʾdn lbʿl ḥmn wlrbtn tnt pn bʿl ʾš ndr S. bn Z. šmʾ klʾ brkʾ |
| Traducción |                                                              |
| Al señor Baal Hamón y a nuestra señora Tanit, el rostro de Baal, [lo] que consagró Sosipatios, hijo de Zopyros. Oyó su voz y le bendijo. |                                                              |

### Gramáticas
- Cunchillos, Jesús Luis; Zamora, José Ángel (1997). Gramática fenicia elemental. Madrid: CSIC. ISBN 84-00-07702-4.
- Friedrich, Johannes (1951). Phönizisch-Punische Grammatik. Analecta Orientalia 32. Roma: Pontificium Institutum Biblicum.
- Friedrich, Johannes; Röllig, Wolfgang (1970). Phönizisch-Punische Grammatik. Analecta Orientalia 46 (2ª edición). Roma: Pontificium Institutum Biblicum.
- Harris, Zellig Shabbetai (1936). A Grammar of the Phoenician Language. American Oriental Series Volume 8. New Haven: American Oriental Society.
- Krahmalkov, Charles R. (2001). A Phoenician-Punic Grammar. Leiden; Boston; Köln: Brill. ISBN 90-04-11771-7.
- Rosenberg, Josef (1970). Phoenizische Grammatik. Viena; Leipzig: Hartleben Verlag.
- Shröder, Paul (1869). Die Phönizische Sprache. Entwurf einer Grammatik nebst Sprach-und Schriftproben mit einem Anhang, enthalteend eine Erklärung der punischen Stellen im Pönulus des Plautus. Halle: Verlag der Buchhandlung des Waisenhauses.
- Segert, Stanislav (1976). A grammar of Phoenician and Punic. Múnich: C.H. Beck.
- Shifman, Il´ya Sh. (1963). Finikiyskiy Yazyk. Akademija Nauk SSSR. Moscú: Izdatel'stvo Vostojnoi Literatury.
- Van den Branden, Albert (1969). Grammaire Phénicienne. Beyrouth: Librairie du Liban.

### Diccionarios y léxicos
- Bloch, Armand (1890). Phoenicisches Glossar. Berlín: Mayer und Mueller.
- Donner, Herbert; Röllig, Wolfgang (1964). «Kanaanäische Glossar». Kanaanäische und aramäische Inschriften III. Wiesbaden Harrassowitz.
- Fuentes Estañol, María José (1980). Vocabulario Fenicio I. Biblioteca fenicia. Barcelona: CSIC.
- Noftijzer, Jean, Jongeling K. (1995). Dictionary of the North-West Semitic Inscriptions. Leiden; Nueva York, Colonia: E.J. Brill.
- Jean, Charles F.; Hoftijzer, Jean (1965). Dictionnaire des inscriptions semitiques de l'Ouest. Leiden: E.J. Brill.
- Levy, Mauritz Abraham (1864). Phoenizisches Woerterbuch.
- Tomback, Richard S. (1978). A Comparative Lexicon of the Phoenician and Punic Language. Missoula: Scholars Press (Society of Biblical Literature).